# Zagrotes bifurcatus
Zagrotes bifurcatus – gatunek pająka z rodziny worczakowatych. Zamieszkuje Iran.

## Taksonomia
Gatunek ten opisany został po raz pierwszy w 2021 roku przez Alirezę Zamaniego, Marię Chadzaki, Siergieja Esjunina i Jurija Marusika na łamach „European Journal of Taxonomy” pod nazwą Berinda bifurcata. Jako lokalizację typową wskazano Dezful w irańskim ostanie Chuzestan. Epitet gatunkowy pochodzi od rozwidlonej apofizy retrolateralnej goleni nogogłaszczków samca. Jeszcze w 2021 roku Zamani i Marusik przenieśli ten gatunek do rodzaju Zagrotes.

## Morfologia i zasięg
Pająk o ciele długości 4 mm przy karapaksie długości 1,6 mm i szerokości 1,2 mm. Karapaks, szczękoczułki, warga dolna, szczęki i sternum są jednolicie żółtawo. Odnóża pozbawione są obrączkowania, również żółtawe. Kolejność par odnóży od najdłuższej do najkrótszej to: IV, I, II, III. Opistosoma (odwłok) ma kolor jasnożółtawy i zaopatrzona jest w trójkątne skutum. Ubarwienie kądziołków przędnych jest jednolite, nieco jaśniejsze niż opistosomy. Nogogłaszczki samca mają niezmodyfikowane udo, niezmodyfikowaną rzepkę, głęboko rozwidloną na zbliżonych długości ramię brzuszne i grzbietowe apofizę retrolateralną, tak długie jak udo cymbium oraz długi i nitokwaty embolus.
Gatunek palearktyczny, znany z ostanów Chuzestan i Buszehr na południowym zachodzie Iranu.